# Asphaera
Asphaera är ett släkte av skalbaggar. Asphaera ingår i familjen bladbaggar.
Kladogram enligt Catalogue of Life:
| Asphaera | \| \| Asphaera abdominalis \| \| \| \| \| \| Asphaera lustrans \| \| \| \| |
|          | \| \| Asphaera abdominalis \| \| \| \| \| \| Asphaera lustrans \| \| \| \| |
|          | Asphaera abdominalis                                                       |
|          |                                                                            |
|          | Asphaera lustrans                                                          |
|          |                                                                            |